# Mourecotelles spinolae
Mourecotelles spinolae là một loài Hymenoptera trong họ Colletidae. Loài này được Crawford & Titus mô tả khoa học năm 1904.